# 塞卜塞卜
32°09′30″N 3°36′30″E / 32.15833°N 3.60833°E

塞卜塞卜（阿拉伯语：‎），是阿爾及利亞的城鎮，位於該國中部蓋爾達耶省，由邁特利利區負責管轄，面積5,640平方公里，2008年人口2,437，人口密度每平方公里0.4人。